# Gaceta de Cataluña
La Gaceta de Cataluña fou un diari de tendència política republicana publicat en castellà a Barcelona, des de l'1 d'agost de 1878 fins al 31 d'octubre de 1883. El seu fundador i director fou el republicà Josep Roca i Roca.
Quan es va celebrar el Primer Congrés Catalanista del 1880 va mantenir una forta polèmica amb el Diari Català de Valentí Almirall, arran d'un article de Conrad Roure a Lo Catalanista i va aconseguir que el diari d'Almirall fos suspès perquè amb la seva resposta atacava el principi d'unitat nacional d'Espanya.